# Етнічний анклав
Етнічний анклав або етнічний острівець (фр. enclave, від лат. inclavare — зачиняти на ключ) — порівняно невелика частина етнічної території певного етносу, оточена зусюдибіч іншоетнічною територією.
Етнічний анклав є ніби острівцем в іншоетнічному морі. Межі етнічних островів та державно-політичних анклавів не збігаються. Кількість етнічних анклавів у світі перевершує кількість державних у десятки разів.
В українській науці дорадянського періоду, наприклад, у географії, активно вживався термін «енклав».

## Головні причини появи етнічних анклавів
Головними причинами появи на земній кулі етнічних анклавів є:
1. Міграційний рух етнічних спільнот,
2. Прагнення до компактного розселення етнічної групи в чужоетнічному оточенні,
3. примусове територіальне зосередження представників певної етнічної групи.

## Різновиди етнічних анклавів та сучасні тенденції їх розвитку
Етнічні анклави певного етносу просторово відірвані один від іншого та від головної етнічної території (основного, суцільного етнічного масиву). Проте, буває, що острівний (анклавний), або ж розпорошений (дисперсний) спосіб розселення етносу є для нього визначальним, тоді виокремити якусь головну його етнічну територію надто складно чи навіть неможливо.
Певний етнічний анклав буває оточений кількома етнічними територіями (переважно також острівними). Проте зазвичай етнічні анклави оточені однією порівняно великою етнічною територією.
У сучасному світі одноетнічність багатьох анклавів зменшується. Зазвичай серед іншоетнічної людності етнічного острова певного народу кількісно вирізняється певна етнічна група. Тому чимало етнічних анклавів є двоетнічними й триетнічними за своєю етнічною конструкцією з різним співвідношенням головних етнічних складників. Характер розселення певних етнічних груп в межах одного етнічного анклаву буває різний. Проте, якщо зникає («розмивається») межа між етнічним анклавом та етнічно відмінною територією навколо нього, тоді маємо говорити про зникомий етнічний анклав (етнічний острів, що розчиняється в іншоетнічному морі).
Анклавні частини етнічних спільнот природно прагнуть підтримувати свою етнічну самобутність, не втратити етнічну самоідентифікацію. Та не завжди це прагнення є масовим і визначальним для перебігу етнічних, демографічних та міграційних процесів у середовищі анклавної спільноти.

## Етнічні анклави українців
Українська етнічна територія межує з етнічними територіями росіян, білорусів, поляків, словаків, угорців, румунів, молдован (молдаван), та з етнічними островами болгар і гагаузів. Більша частина української етнічної території має виразно одноетнічний характер, як правило — український. Але у певних прикордонних районах переважає іншоетнічна людність: угорська, румунська, молдовська, болгарська, гагаузька, російська. У межах української етнічної території є одноетнічні, а також етнічно змішані етнічні острови болгар, молдован, румунів, угорців, росіян, поляків, греків, циган, албанців, словаків, білорусів та етнічних груп інших народів. Міграція, укладання різноетнічних шлюбів та природна асиміляція призводять до «розмивання» меж етнічних островів та до їх розчинення в етнічно українському «морі» (крім території Кримського півострова).
Іншоетнічні домішки на територіях, підпорядкованих міським радам, за чисельністю і питомою вагою значно більші, ніж у сільській місцевості (особливо на півдні та сході країни). Проте компактне розселення в містах південної і східної частин країни спостерігається лише у корінних народів України — українців та кримських татар.
За межами сучасної національної української території (державної території України) існують залишки суцільної української етнічної території та великої кількості українських етнічних анклавів (різного розміру, конфігурації, сусідства). Основна частина цих етнічних територій втрачена українцями у 1930-х роках (на території Російської Федерації) та у 1940-х роках (на території Польщі й Білорусі).
У 1938 р. В. Кубійович писав: «Поза межами своєї суцільної території, на широких просторах, у Азії, Америці і Європі живе 13,5 % українського населення. Є це у дрібній мірі українські острови на пограниччях, головно — вислід еміграції останнього пятьдесятиліття. Українські острови на заході це, головно останки давнього розміщення, на сході є вони вислідом української колонізаційної експанзії».